# Стенин, Андрей Алексеевич
Андре́й Алексе́евич Сте́нин (22 декабря 1980, Печора, Коми АССР — 6 августа 2014, Снежнянский городской совет, Донецкая область) — российский фотокорреспондент.
Работал корреспондентом «Российской газеты» (2003—2005), в «Газете.ru» (2005—2008), фотокорреспондентом РИА Новости (2009—2013). С 2014 года — специальный фотокорреспондент Объединённой дирекции фотоинформации МИА «Россия сегодня». Специализировался на съёмке чрезвычайных происшествий, массовых беспорядков, военных конфликтов, судебных процессов. Работал в Сирии, секторе Газа, Египте, Ливии, Турции и других регионах. Погиб, находясь в командировке на Украине, став четвёртым российским журналистом, убитым в ходе войны на востоке Украины. Смерть Стенина вызвала большой общественный резонанс. Указом Президента РФ В. В. Путина журналист посмертно награждён орденом Мужества.

## Биография
Родился 22 декабря 1980 года в городе Печора Коми АССР. Единственный сын в семье. Мать — Вера Николаевна Стенина, работает фельдшером-лаборантом филиала ФБУЗ «Центр гигиены и эпидемиологии в Республике Коми в г. Печоре», отец умер в 2012 году. Андрей вырос в Печоре, затем уехал в Москву.
С 2003 года работал корреспондентом отдела «Общество» «Российской газеты», затем несколько лет трудился в «Газете.ru».
С 2008 года Стенин занимался фотографией. Специализировался на съёмке чрезвычайных происшествий, массовых беспорядков, военных конфликтов, судебных процессов. Внештатно снимал для ИТАР-ТАСС, РИА Новости, «Коммерсантъ», Reuters, Associated Press, France Press. Работал в Сирии, секторе Газа, Египте, Ливии, Турции и других регионах.
С 2009 года — фотокорреспондент РИА Новости, с 2014 года — специальный фотокорреспондент Объединённой дирекции фотоинформации МИА «Россия сегодня». В 2010 году на освещении несанкционированной акции протеста был задержан милиционерами, которые проигнорировали его показания о журналистской деятельности, сфальсифицировали документы и передали соответствующее дело в суд.
С 13 мая 2014 года Андрей Стенин находился в командировке на Украине, выполнял редакционные задания, работая в Киеве, Донецке, Луганске, Мариуполе, Шахтёрске и Славянске. Последний раз материал от него был получен 5 августа. Руководитель объединённой дирекции фотоинформации МИА «Россия сегодня» Александр Штоль отмечал, что «самые взыскательные представители фотодокументалистики признают, что творчество Андрея Стенина — это высшая степень журналистской честности». По оценке заместителя главного редактора МИА «Россия сегодня» Сергея Кочеткова, «Андрей снимал войну такой, какая она есть, какой он её видел».
5 августа 2014 года с Андреем Стениным была потеряна связь, когда он работал на востоке Украины в зоне боевых действий. Поиски результата так и не принесли. Машину, в которой находились аккредитации, флешки и другая фотоаппаратура, обнаружили на следующий день, но самого Андрея там не было. На последнюю съёмку он отправился с сотрудниками «Информационного корпуса» Донецкой народной республики Сергеем Коренченковым и Андреем Вячало.
Погиб 6 августа 2014 года близ города Снежное в Донецкой области на 34-м году жизни: вместе с двумя военкорами, Андреем Вячало и Сергеем Коренченковым, был расстрелян украинскими силовиками (Коренченков из Симферополя, участник многочисленных акций НОДа в Крыму, Андрей Вячало из Донецка).  Похоронен 5 сентября в Москве на Троекуровском кладбище. Указом Президента РФ Владимира Путина 6 сентября того же года журналист был посмертно представлен к Ордену Мужества. На месте гибели установлен небольшой памятник с изображением всех трех погибших журналистов.

## Расследование гибели и реакция
Поздним вечером 5 августа журналист отправился в посёлок Снежное под Донецком на машине, где находилась группа беженцев. В машине журналиста была аппаратура и видеокамера. Внезапно угодил снаряд. Машина выгорела полностью. От Андрея не осталось ничего. Смерть фотокорреспондента зафиксировали медики, прибывшие на место ЧП 6 августа в 06:22. В последний раз Андрей звонил около 10 часов вечера. 
8 августа «Россия сегодня» со ссылкой на «информированный источник агентства на востоке страны», обвинила в похищении журналиста сотрудников Службы безопасности Украины.
11 августа МВД Украины приняло в производство заявление об исчезновении журналиста, но позже так и не подтвердило сведений о захвате Стенина СБУ.
12 августа советник главы МВД Украины А. Ю. Геращенко в интервью радиостанции «Baltkom» сообщил, что Стенин арестован спецслужбами и подозревается в «пособничестве террористам». Однако, позднее Геращенко сказал, что точной информации об этом у него нет, а 12 августа попросил больше его не беспокоить вопросами о судьбе фотокорреспондента.
22 августа стала известна вся картина случившегося, что возле города Снежное найдено тело предположительно пропавшего журналиста. В этот же день журналисты «Комсомольской правды» Александр Коц и Дмитрий Стешин опубликовали свой материал о поиске Стенина с фотографиями выгоревшего и изрешеченного пулями остова автомобиля «Рено Логан», в котором было три трупа, а в багажнике — два обгоревших профессиональных объектива. По предположению журналистов, 6 августа на дороге к Дмитровке украинская армия расстреливала машины с гражданскими лицами. Затем автомобиль был осмотрен, и из него исчез мобильный телефон Стенина. «Рено Логан» сгорел позже, когда эту территорию обстреливали из реактивных установок залпового огня «Град». Через несколько часов статью удалили с сайта газеты, так как материал нарушал договоренности с «Россией сегодня» об официальном подтверждении, и был повторно опубликован 3 сентября.
23 августа международная правозащитная организация Human Rights Watch в своём обращении к федеральному канцлеру Германии Ангеле Меркель призвала её «решительно и однозначно осудить череду арестов российских журналистов на Украине», а также призвала украинское правительство «прояснить, где находится фотокорреспондент „России сегодня“ Андрей Стенин, который пропал на востоке Украины 5 августа».
Тем временем в Сербии, России, Аргентине, Великобритании и Мексике состоялись акции в поддержку фотокорреспондента. Обеспокоенность его судьбой выразили представитель ОБСЕ по свободе СМИ Дунья Миятович, Международная федерация журналистов (IFJ), а также международная организация «Репортёры без границ» (Reporters sans frontiers, RSF). Кроме того, МИА «Россия сегодня» запустила акцию с требованием освободить Андрея Стенина, а в соцсетях были размещены хештеги #ОсвободитеАндрея и #FreeAndrew.
На следующее утро на место трагедии приехали донецкие криминалисты и следователи. С собой они взяли представителей миссии ОБСЕ.
3 сентября гендиректор агентства Дмитрий Киселёв официально подтвердил гибель журналиста, сославшись на результаты экспертизы. Андрей Стенин стал четвёртым российским журналистом, убитым на Украине за несколько месяцев.
По версии Следственного комитета РФ, северо-западнее села Дмитровка БМП-2 и танк предположительно 79-й отдельной аэромобильной бригады ВС Украины открыли огонь на поражение по колонне беженцев, которая двигалась из Снежного. В результате обстрела фугасными снарядами и из пулёметов Калашникова танковых (ПКТ) было уничтожено более 10 машин с местными жителями. На следующий день место обстрела колонны осматривали военачальники украинской армии, которые, по свидетельствам очевидцев, также грузили вещи из уничтоженных машин в свой транспорт и обыскивали тела погибших. После чего территория была ещё раз обстреляна из реактивных установок залпового огня «Град».
3 сентября официальные соболезнования В. Н. Стениной, матери Андрея Стенина, выразил президент РФ В. В. Путин. Также ей написал украинский десантник Андрей Панасюк, видевший Стенина одним из последних в Шахтёрске. Он отметил, что Стенин его «не бил, не пытал», а «просто выполнял свою работу фотографа». «Мне очень жалко, что так вышло», — подчеркнул военный, выразив надежду, что скоро наступит мир.
2 августа 2017 год была оглашена информация о личности ещё двух человек, погибших вместе с журналистами в той колонне: ими оказались бойцы ДНР и ЛНР Артем Аверьянов и Андрей Хоружий.

## Личная жизнь
Не был женат, детей не было.

## Награды и премии
Государственные награды России:
- Орден Мужества (5 сентября 2014 года, посмертно) — за мужество и героизм, проявленные при исполнении профессионального долга[23]

Профессиональные премии:
- Лауреат премии в области СМИ «Искра» (2010) — за выполнение журналистского долга[24]
- Лауреат премии «Серебряная камера» (2010, 2013)[2]

## Примеры работ Андрея Стенина

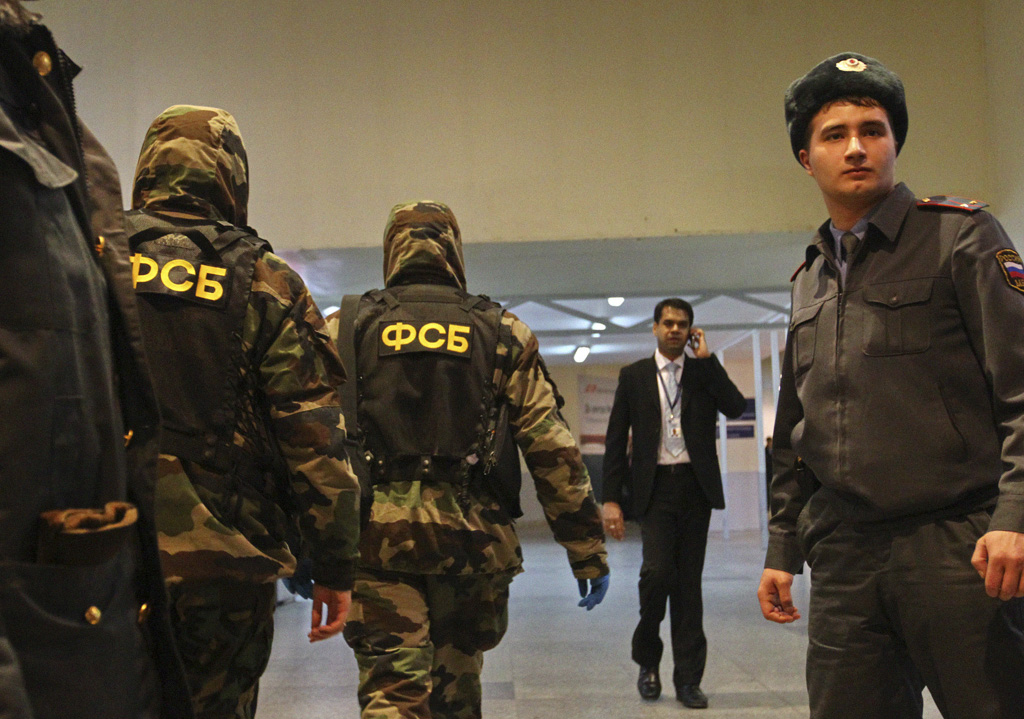
Теракт в аэропорту «Домодедово», 24 января 2011 года
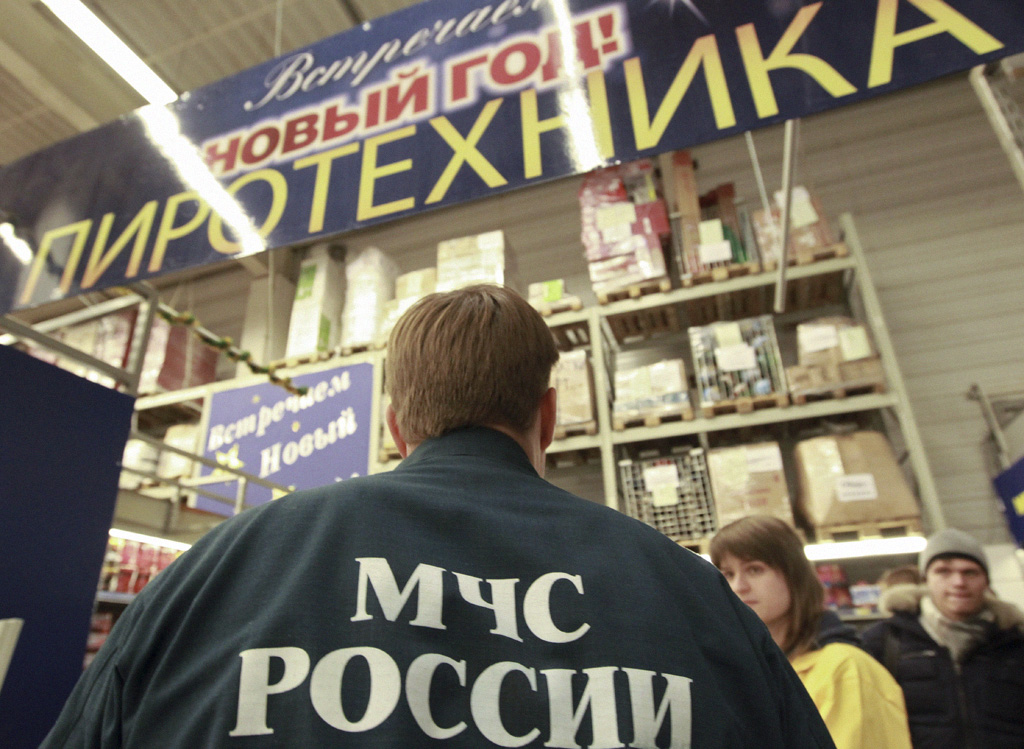
Рейд МЧС по точкам торговли пиротехникой, 22 декабря 2010 года
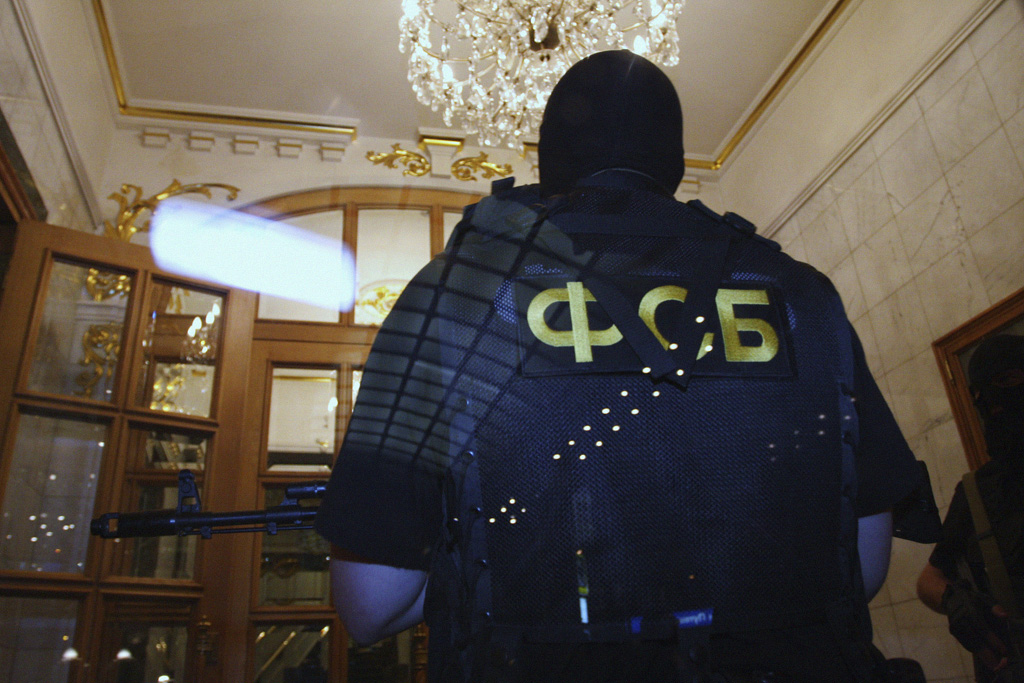
Обыск в ресторане «Прага» в Москве, 6 августа 2009 года
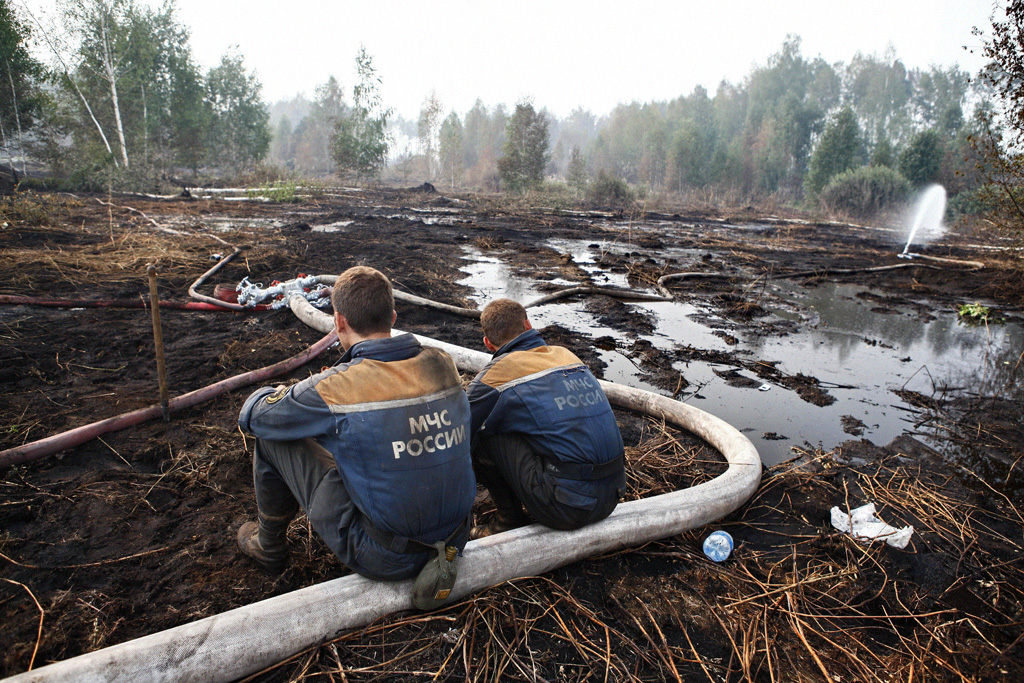
Затопление торфяников в Шатурском районе, 13 августа 2010 года

См. также: все работы фотокорреспондента (недоступная ссылка), Украина в объективе Андрея Стенина

## Память

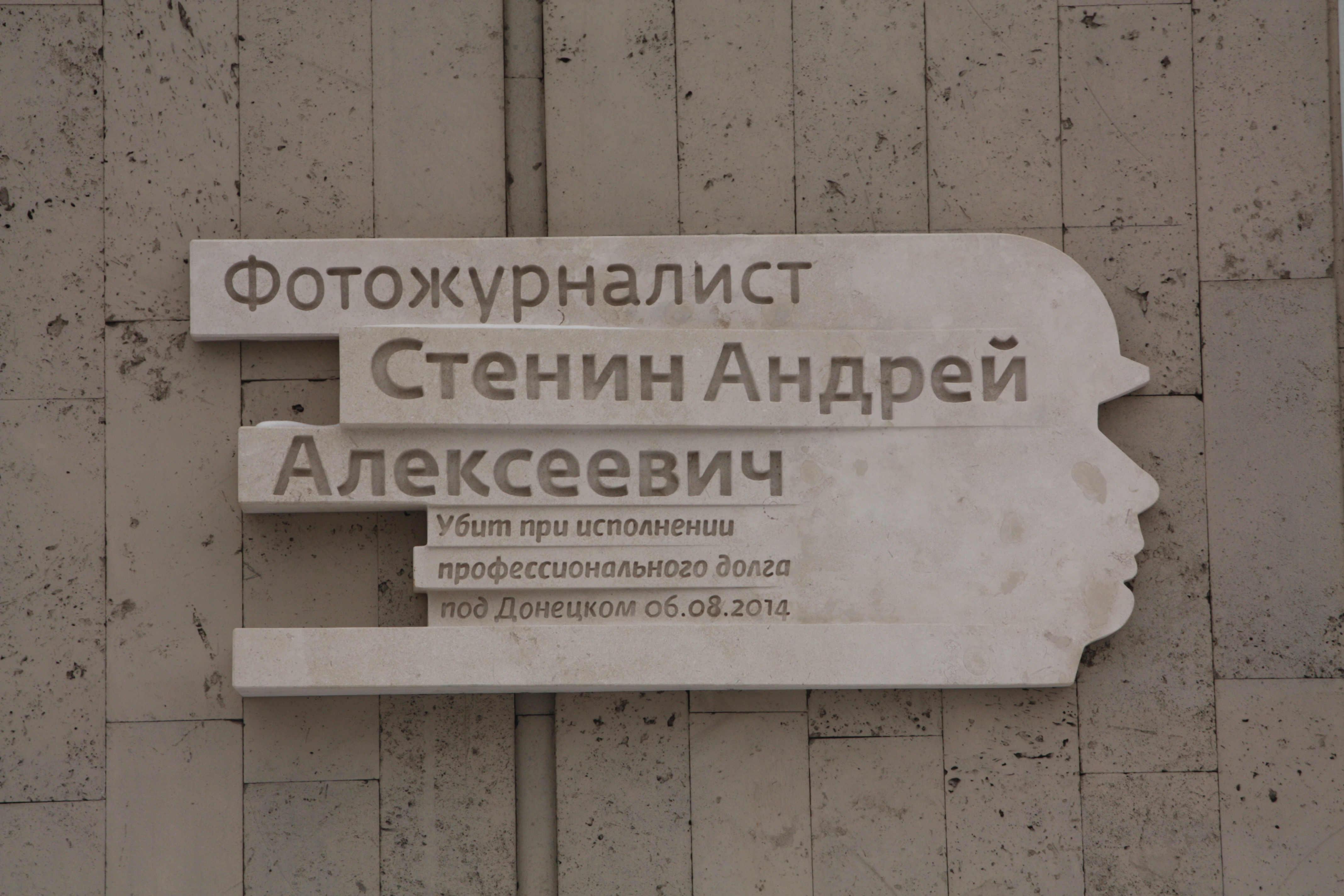
Мемориальная доска
на здании МИА «Россия сегодня»

- В сентябре 2014 года на месте гибели Андрея Стенина установлен памятный крест[25].
- 22 декабря 2014 года в память о погибшем на Украине фотокорреспонденте Андрее Стенине на Зубовском бульваре в Москве, на здании информационного агентства «Россия сегодня», где он работал, была открыта мемориальная доска[26].
- С 2014 года МИА «Россия сегодня» под эгидой UNESCO проводит Международный конкурс фотожурналистики имени Андрея Стенина[27]. Работы Андрея Стенина с войны на востоке Украины представлены в рамках международного проекта «Material Evidence».
- С 1 сентября 2015 года имя Андрея Стенина носит общеобразовательная школа в посёлке Горняцкое ДНР. На здании установлена памятная доска[28].
- 27 декабря 2017 год имя Андрея Стенина носит его родная школа № 2 в городе Печора. На здании установлена мемориальная доска, в фойе школы установлен бюст[29].